# Партія миру, єдності та розвитку
Партія миру єдності та розвитку — в даний час правляча політична партія в Сомаліленді. Партія була заснована Ахмедом Мохамедом Мохамудом у травні 2002 року напередодні перших муніципальних виборів пізніше цього року.
На президентських виборах 14 квітня 2003 року його кандидат Ахмед Мохамед Мохамуд набрав 42,1 % голосів. Він був тісно переможений Дахіром Ріяле Кахіном.
На парламентських виборах, що відбулися 29 вересня 2005 року, партія набрала 34,1 % голосів і 28 з 82 місць.
На президентських виборах 2010 року, Мохамуд і його напарник Абдіраман Сейлісі здобули перемогу.

## Лідери
| Фотографія | Ім'я                                  | Початок терміну | Кінець терміну | Дата народження |
| ---------- | ------------------------------------- | --------------- | -------------- | --------------- |
|            | Ахмед Мохамед Мохамуд احمد محمد محمود | 27 липня 2010   | 13 грудня 2017 | 1936            |
|            | Муса Біхі Абді موسى بيحي عبدي         | 13 грудня 2017  | Немає          | 2 січня 1948    |

## Історія виборів

### Президентські вибори
| Вибори | Партійні кандидати    | Голоси  | %       | Результат |
| ------ | --------------------- | ------- | ------- | --------- |
| 2003   | Ахмед Мохамед Мохамуд | 205,515 | 42.07 % | Поразка   |
| 2010   | Ахмед Мохамед Мохамуд | 266,906 | 49.59 % | Перемога  |
| 2017   | Муса Біхі Абді        | 305,909 | 55.1 %  | Перемога  |

### Парламентські вибори
| Вибори | Голоси  | %       | Місця   | +/–  | Позиція |
| ------ | ------- | ------- | ------- | ---- | ------- |
| 2005   | 228,328 | 34.06 % | 28 / 82 | ▲ 28 | ▲ друга |
| 2021   | 257,020 | 36.92 % | 30 / 82 | ▲ 2  | ▬ друга |

### Місцеві вибори
| Вибори | Голоси  | %       | Місця    | +/–  | Позиція |
| ------ | ------- | ------- | -------- | ---- | ------- |
| 2002   | 83,158  | 18.90 % | 71 / 379 | ▲ 71 | ▲ 2     |
| 2012   | 244,795 | 30.19 % | 99 / 323 | ▲ 28 | ▲ 1     |
| 2021   | TBD     | TBD     | 93 / 220 | ▼ 6  | ▬ 1     |